# Dicranomyia rodriguensis
Dicranomyia rodriguensis är en tvåvingeart som beskrevs av Edwards 1923. Dicranomyia rodriguensis ingår i släktet Dicranomyia och familjen småharkrankar. Inga underarter finns listade i Catalogue of Life.